# Едсон Монтаньйо
Едсон Монтаньйо (ісп. Edson Montaño, нар. 15 березня 1991, Гуаякіль) — еквадорський футболіст, що грав на позиції нападника.
Виступав, зокрема, за клуби «Барселона» (Гуаякіль) та «Аукас», а також національну збірну Еквадору.

## Клубна кар'єра
Народився 15 березня 1991 року в місті Гуаякіль. Вихованець юнацьких команд футбольних клубів «ЛДУ Гуаякіль», «Барселона» (Гуаякіль) та «Депортіво Ель Насьйональ».
У дорослому футболі дебютував 2009 року виступами за команду «Депортіво Ель Насьйональ», в якій провів один сезон, взявши участь у 9 матчах чемпіонату. 13 вересня 2009 року в матчі проти «ЛДУ Портев'єхо» (0:1) він дебютував за команду в еквадорській Серії А. 20 вересня у поєдинку проти ЕСПОЛІ (2:3) Едсон забив свій перший гол за клуб. 
Влітку 2010 року Монатаньо перейшов до бельгійського «Гент». 25 вересня у поєдинку проти «Сінт-Трейдена» (2:0) він дебютував у Жюпіле-лізі. Через високу конкуренцію він зіграв лише 4 гри у чемпіонаті і у січні 2012 року Монтаньйо повернувся до рідного Еквадору, щоб грати за «Барселону» (Гуаякіль), у складі якої того ж року виграв чемпіонат. 
На початку 2013 року Монтаньйо на правах оренди повернувся до рідного «Ель-Насьоналя». 3 січня 2014 року було підтверджено його повернення до «Барселони» після того, як «Ель-Насьональ» вирішив не продовжувати угоду. У середині 2014 року його перевели до австралійського футбольного клубу «Ньюкасл Юнайтед Джетс». Монтаньо дебютував за «Джетс» 11 жовтня у грі А-ліги проти «Сентрал-Кост Марінерс» (0:1). Монтаньйо забив свій перший гол у А-Лізі в матчі 2-го раунду проти «Мельбурн Сіті», допомігши команді зіграти внічию з рахунком 1:1. Він зберіг свою хорошу бомбардирську форму, забивши загалом 6 голів за клуб у 27 іграх чемпіонату.
Влітку 2015 року Монтаньйо знову повернувся з оренди до «Барселони» (Гуаякіль), після чого став гравцем клубу «Аукас». Більшість часу, проведеного у складі «Аукаса», був основним гравцем атакувальної ланки команди. У складі «Аукаса» був одним з головних бомбардирів команди, маючи середню результативність на рівні 0,48 гола за гру першості. Також недовго грав в оренді за «Клан Хувеніль».
2020 року став гравцем клубу «Індепендьєнте дель Вальє», а наступного року був відданий в оренду клубу «Атлетіко Сарм'єнто», новачка вищого аргентинського дивізіону, але там надовго не затримався. Надалі грав за еквадорські клуби «Оренсе» та «Текніко Універсітаріо», а завершив ігрову кар'єру у команді «Какаритас», за яку виступав протягом 2023 року.

## Виступи за збірні
У 2011 році Монтаньйо був викликаний до молодіжної збірної Еквадору U–20 на молодіжний чемпіонат Південної Америки в Перу, де він забив чотири голи в дев’яти матчах і посів четверте місце зі своєю командою на змаганнях, кваліфікувавшись на молодіжний чемпіонат світу у Колумбії, що пройшов того ж року. Едсон також був ключовим гравцем збірної на цьому турнірі, провівши чотири матчі і забив гол у матчі групового етапу проти Коста-Рики (2:0). Всього на молодіжному рівні зіграв у 13 офіційних матчах, забив 5 голів.
26 березня 2011 року дебютував в офіційних ігах у складі національної збірної Еквадору в товариському матчі проти збірної Колумбії. У тому ж році у складі національної команди взяв участь у Кубку Америки в Аргентині. На турнірі він зіграв у поєдинках проти збірних Венесуели (0:1) та Бразилії (2:4), але еквадорці посіли останнє місце у групі. Загалом протягом кар'єри в національній команді, яка тривала 1 рік, провів у її формі 4 матчі.

## Титули і досягнення
- Чемпіон Еквадору (1):

«Барселона» (Гуаякіль): 2012